# Chrysosplenium singalilense
Chrysosplenium singalilense är en stenbräckeväxtart som beskrevs av Kanesuke Hara. Chrysosplenium singalilense ingår i släktet gullpudror, och familjen stenbräckeväxter. Inga underarter finns listade i Catalogue of Life.